# Блеквел (Тексас)
Блеквел (енгл. Blackwell) град је у америчкој савезној држави Тексас. По попису становништва из 2010. у њему је живело 311 становника.

## Демографија
Према попису становништва из 2010. у граду је живело 311 становника, што је 49 (13,6%) становника мање него 2000. године.
| Група             | 2000.       | 2010.       |
| Белци             | 318 (88,3%) | 270 (86,8%) |
| Афроамериканци    | 1 (0,3%)    | 0 (0,0%)    |
| Азијати           | 0 (0,0%)    | 0 (0,0%)    |
| Хиспаноамериканци | 40 (11,1%)  | 36 (11,6%)  |
| Укупно            | 360         | 311         |